# Pjotr Ilitj Tjajkovskij
Pjotr Iljitj Tjajkovskij (født 7. maj 1840, død 6. november 1893) var en russisk komponist fra romantikken. Han var den første russiske komponist, der opnåede varig international anerkendelse. I dag hører hans værker til blandt de mest kendte i det klassiske repertoire, herunder Svanesøen (1877), Nøddeknækkeren (1892), 1812-ouverturen (1890), Romeo og Julie (1870) og Eugen Onegin (1879).
Selvom Tjajkovskij tidligt viste musikalsk talent, blev han i første omgang uddannet til en karriere inden for statsapparatet. På det tidspunkt var mulighederne for at skabe sig en karriere som musiker i Rusland stærkt begrænsede, da der endnu ikke fandtes offentlige musikinstitutioner. Dette ændrede sig, da Anton Rubinstein grundlagde Sankt Petersborg Konservatorium i 1862, hvor Tjajkovskij studerede frem til 1865. På konservatoriet modtog han en vestligt orienteret musikuddannelse, som adskilte ham fra samtidens nationalistiske komponister – Milij Balakirev, César Cui, Modest Musorgskij, Nikolaj Rimskij-Korsakov og Aleksandr Borodin – kendt som "De Fem." Denne forskel førte til et ambivalent forhold mellem Tjajkovskij og gruppen.
Siden Peter den Stores regeringstid i det 18. århundrede havde russisk kultur været splittet mellem hjemmehørende og udefrakommende elementer, hvilket havde skabt en dyb usikkerhed om den nationale identitet blandt befolkningen. Denne usikkerhed afspejlede sig også i Tjajkovskijs karriere. Det 19. århundredes russiske musik var kendetegnet ved melodiske og harmoniske strukturer, der adskilte sig markant fra den vesteuropæiske musiktradition, og for Tjajkovskij blev det en betydelig mental udfordring at forene dette russiske lydunivers med vestlige kompositionsformer. Resultatet blev en stil, der både var personlig og umiskendeligt russisk.
På trods af sine store succeser var Tjajkovskijs liv præget af personlige kriser og depression. Den tidlige adskillelse fra sin mor, da han som barn blev sendt på kostskole, og hendes efterfølgende død satte dybe spor i ham resten af livet. Han blev yderligere martret af tabet af sin nære ven Nikolaj Rubinstein, sit ulykkelige ægteskab med Antonina Miljukova, bruddet med sin mangeårige mæcen Nadezjda von Meck samt de indre konflikter, der fulgte med hans hemmeligholdte homoseksualitet. Tjajkovskijs pludselige død i en alder af 53 år tilskrives officielt kolera, men årsagen er stadig genstand for debat blandt historikere.
Selvom Tjajkovskijs værker er forblevet populære blandt publikum, blev hans kompositte stil i samtiden mødt med blandede anmeldelser. I Rusland blev han kritiseret for ikke at repræsentere de russiske musiktraditioner i tilstrækkelig grad, og hans popularitet i Vesteuropa blev ofte betragtet som et suspekt tegn på tilpasning til vestlige idealer. Flere vesteuropæiske kritikere roste ham imidlertid for at skabe musik, der appellerede til vestlige lyttere uden at ty til eksotisme, og som formåede at bryde med vestlige stereotyper om russisk musik. Dog mente andre vesteuropæiske kritikere, at Tjajkovskij ikke fuldt ud levede op til gængse kompositionsnormer.

## Biografi

### Barndom og uddannelse
Pjotr Iljitj Tjajkovskij blev født den 7. maj 1840 i Votkinsk, en lille by ved Kamafloden i Det Russiske Kejserrige. Votkinsk lå dengang i guvernementet Vjatka, nutidens Kirov og Udmurtien. Hans far, Ilja Petrovitj Tjajkovskij, var mineingeniør og bestyrer af de lokale jernminer. Tjajkovskijs farfar, Pjotr Fjodorovitj Tjajkovskij, stammede fra landsbyen Nikolajevka, i dag Mykolaivka, i Ukraine. Farfaren havde først tjent som lægeassistent i hæren og blev senere guvernør i byen Glazov. Tjajkovskijs oldefar, Fjodor Tjajka, var en ukrainsk kosak, der havde deltaget i Slaget ved Poltava i 1709.
Tjajkovskijs mor, Aleksandra Andrejevna d'Assier, var Iljas anden hustru, eftersom hans første hustru var død flere år før Tjajkovskijs fødsel. Aleksandra, som var 18 år yngre end sin mand, var af fransk-tysk afstamning. Begge Tjajkovskijs forældre havde modtaget musikundervisning i deres barndom. Blandt sine seks søskende havde Tjajkovskij et særligt nært forhold til sin søster Aleksandra samt sine brødre Anatolij og Modest, som var tvillinger. Aleksandra fik syv børn med godsforvalteren Lev Davydov, og hendes familie blev Tjajkovskijs nærmeste slægtninge i hans voksenliv. Han udviklede især et tæt bånd til sin nevø Vladimir "Bob" Davydov.
I 1844 ansatte Tjajkovskijs forældre den 24-årige franske guvernante Fanny Dürbach til at stå for børnenes opdragelse og undervisning. Den 4-årige Tjajkovskij blev først anset for at være for ung til at modtage undervisning sammen med sin storebror Nikolaj, men hans vedholdenhed overbeviste Dürbach om også at inkludere ham. Allerede som 6-årig talte han flydende tysk og fransk. Tjajkovskij udviklede et nært bånd til den unge guvernante, muligvis fordi hans egen mor var følelsesmæssigt distanceret. Dürbach bevarede mange af Tjajkovskijs tidligste kompositioner og blev senere en vigtig kilde til barndomsanekdoter om ham.
Som 5-årig begyndte Tjajkovskij at tage klavertimer hos Marija Paltjikova. Inden for tre år blev han lige så dygtig til prima vista som sin lærerinde. Hans forældre støttede hans musikalske udvikling ved at forære ham et orkestrion – et mekanisk musikinstrument, der kunne imitere orkesterlyde – og ved at betale for yderligere privatundervisning i klaver. I 1850 besluttede de imidlertid at sende ham på Den Kejserlige Retsskole i Sankt Petersborg for at forberede ham til en karriere som embedsmand. På trods af Tjajkovskijs tydelige musikalske talent var mulighederne for at opnå succes som udøvende musiker i Rusland stærkt begrænsede. Eftersom minimumsalderen for optagelse på retsskolen var 12 år, måtte den 10-årige Tjajkovskij først tilbringe to år på Den Kejserlige Retsskoles forberedende kostskole i Sankt Petersborg, ca. 1.600 kilometer væk fra Alapaevsk, hvortil familien var flyttet året før. I 1852 blev Tjajkovskij officielt optaget på retsskolen, hvor han studerede de næste syv år.
Selvom Tjajkovskijs mor tilsyneladende var følelsesmæssigt distanceret, efterlod den tidlige adskillelse fra hende langvarige spor i ham, også efter familiens flytning til Sankt Petersborg i 1852. Dette traume blev yderligere forværret, da han som blot 14-årig mistede hende til kolera. Hendes død prægede ham så dybt, at han ikke kunne få sig selv til at dele nyheden med Fanny Dürbach før to år senere. Mere end 25 år efter skrev han endda til Nadezjda von Meck: "Den frygtelige [dødsdag] står endnu så klart, som var det i går." Som et minde om sin mor komponerede Tjajkovskij sit første egentlige værk, en vals, til hendes ære. Efter begravelsen sendte hans far ham straks tilbage til kostskolen i håbet om, at undervisningen kunne distrahere ham fra sorgen. Det var i denne periode, at Tjajkovskij knyttede livslange venskaber med sine medstuderende Aleksej Apukhtin og Vladimir Gerard.
Musikken spillede en vigtig rolle i Tjajkovskijs venskaber med sine medstuderende, selvom den ikke havde en fremtrædende rolle i skolens officielle program. Sammen gik de ofte i operaen, og Tjajkovskij improviserede jævnligt over temaer fra deres korundervisning. Gerard mindedes senere: "Selvom vi følte os underholdt [af Tjajkovskijs optrædener], forudså vi ikke hans fremtidige storhed."
I 1855 begyndte Tjajkovskijs far at betale for private klaverlektioner hos den tyske pianist Rudolph Kündinger. Han spurgte samtidig Kündinger, om sønnen havde en fremtid som musiker, hvilket pianisten pure afviste. Kündinger indrømmede dog senere, at han blot havde ønsket at beskytte Tjajkovskij mod de skuffelser og udfordringer, han selv havde oplevet som musiker i Rusland. Som følge af denne vurdering opfordrede Tjajkovskijs far ham derfor til at færdiggøre sin uddannelse og søge en stilling i justitsministeriet.

### Konservatorietiden
Tjajkovskij dimitterede fra Den Kejserlige Retsskole den 10. juni 1859 med rang af titulærråd og fik straks derefter ansættelse i det russiske justitsministerium. Samme år grundlagde storfyrstinde Helena Pavlovna, zar Aleksandr 2.s tyskfødte grandtante, sammen med sin protegé, pianisten og komponisten Anton Rubinstein, Den Russiske Musikforening. Formålet med foreningen var at understøtte Aleksandr 2.s ambition om at fremme russiskfødte musikalske talenter, da tidligere zarer næsten udelukkende havde fokuseret på at importere vesteuropæiske kunstnere. Musikforeningen fik tilladelse til at afholde regelmæssige offentlige koncerter, hvilket brød med teatrenes hidtidige monopol på musikfremførelser. Foreningen tilbød også undervisning i musik, og i 1861 lod Tjajkovskij sig indskrive på Nikolaj Zarembas musikteorikursus, der blev afholdt på Mikhajlovskijpaladset, det nuværende Russiske Museum. Kurset blev en forløber for Sankt Petersborg Konservatorium, som åbnede i 1862 med blandt andet Tjajkovskij som elev. Her studerede han harmonik og kontrapunkt under Zaremba samt instrumentation og komposition under Rubinstein. I 1865 dimitterede han med en sølvmedalje for sit afgangsværk, en kantate skrevet over Friedrich Schillers digt An die Freude (1785).
Årene på Sankt Petersborg Konservatorium rodfæstede Tjajkovskij som professionel musiker. Her tilegnede han sig vesteuropæiske kompositoriske færdigheder og udviklede en musikforståelse, der hverken var rent russisk eller rent vestlig. Tjajkovskij ønskede at bevise, at begge traditioner kunne sameksistere og forenes, og hans musik blev både en inspirationskilde og et udgangspunkt for andre russiske komponister, som stræbte efter at udvikle deres egen personlige stil.
Rubinstein var generelt imponeret over Tjajkovskij, som han i sin selvbiografi beskrev som "en genial komponist." Alligevel forblev han kritisk over for flere af de mere progressive elementer i Tjajkovskijs værker, selv efter at hans tidligere elev havde opnået berømmelse. Tjajkovskij selv tilskrev Rubinsteins kritik deres forskellige musikalske tilgange, men der er også blevet spekuleret i, om Rubinstein følte jalousi over Tjajkovskijs succes, og om homofobi spillede en medvirkende rolle. Rubinstein og Zaremba var begge dybt kritiske over for Tjajkovskijs 1. symfoni, som han i 1866 indsendte til Den Russiske Musikforening i håb om en fremførelse. De nægtede imidlertid at opføre værket, medmindre han foretog adskillige ændringer. Tjajkovskij indvilligede i at revidere symfonien, men da også den reviderede version blev afvist, trak han sin anmodning tilbage. Tjajkovskij var tydeligt oprørt over, at Rubinstein og Zaremba stadig behandlede ham som en elev, og den oprindelige version af hans 1. symfoni blev derfor først opført i Moskva i februar 1868.
Ved sin dimission i 1865 blev Tjajkovskij tilbudt en stilling som professor i musikteori ved det kommende Moskva Konservatorium, som Nikolaj Rubinstein, Anton Rubinsteins bror, planlagde at åbne. Selvom stillingen kun gav en beskeden løn på 50 rubler om måneden, styrkede tilbuddet Tjajkovskijs selvværd, og han takkede straks ja. Han følte sig yderligere opmuntret af nyheden om, at et af hans værker, de i dag tabte Karakteristiske danse (1865), var blevet dirigeret af Johann Strauss 2. ved en koncert i byen Pavlovsk den 11. september 1865.
Tjajkovskij fortsatte med at komponere ved siden af sit professorat og supplerede sin beskedne indkomst ved at skrive musikanmeldelser for dagbladet Russkije Vedomosti. Som anmelder fik han mulighed for at rejse til koncerter i udlandet, hvor han blev eksponeret for et bredt udvalg af europæiske genrer og komponister. Han var begejstret for Ludwig van Beethoven, beskrev Johannes Brahms som overvurderet og mente, at Robert Schumann var en dårlig symfoniker – en opfattelse, der fik ham til at overveje at omarrangere Schumanns symfonier. Selvom Tjajkovskij værdsatte premiereopsætningen af Richard Wagners Der Ring des Nibelungen i Bayreuth, Tyskland, i 1869, var han kritisk over for selve musikken. Han beskrev den som "usandsynligt nonsens med lejlighedsvist smukke og overraskende detaljer." Et gennemgående tema i Tjajkovskijs virke som anmelder var hans vedvarende beklagelser over den russisk operas tilstand.

#### Forholdet til De Fem
I 1856, mens Tjajkovskij stadig studerede ved Den Kejserlige Retsskole, og Anton Rubinstein arbejdede på at etablere Den Russiske Musikforening, tog musikkritikeren Vladimir Stasov og den 18-årige pianist Milij Balakirev initiativ til et nationalistisk program for russisk musik. Programmet tog udgangspunkt i Mikhail Glinkas operaer som inspirationskilde, søgte at inkorporere elementer fra russisk folkemusik og forkastede vesteuropæiske musiktraditioner til fordel for eksempelvis ikke-vestlige toneskalaer. De betragtede konservatorier efter vestligt forbillede som både unødvendige og kontraproduktive for udviklingen af russisk talent.
Balakirev, César Cui, Modest Musorgskij, Nikolaj Rimskij-Korsakov og Aleksandr Borodin blev kendt som "De Fem" eller "Den Mægtige Håndfuld." Rubinstein kritiserede gruppens autodidakte tilgang til komposition og blev til gengæld angrebet for sin konservative tro på formel musikuddannelse. Tjajkovskij og hans medstuderende ved Sankt Petersborg Konservatorium følte sig fanget mellem disse modsatrettede standpunkter.
Selvom Tjajkovskij havde et ambivalent forhold til De Fems musik, opretholdt han et godt forhold til de fleste af gruppens medlemmer. I 1869 samarbejdede han eksempelvis med Balakirev om sin første anerkendte komposition, ouverturen Romeo og Julie, som blev storrost af De Fem. Gruppen tog også begejstret imod Tjajkovskijs 2. symfoni (1872), senere kendt som Den Lille Russiske. På trods af deres støtte var Tjajkovskij fast besluttet på at bevare sin musikalske uafhængighed fra både De Fem og lærerstanden på Sankt Petersborg Konservatorium.

### Tjajkovskij som operakomponist
De lange mellemrum mellem Tjajkovskijs musikalske succeser, ofte opnået gennem enorme anstrengelser, forstærkede hans livslange sårbarhed over for kritik. Et markant eksempel var vennen Nikolaj Rubinsteins voldsomme angreb på 1. klaverkoncert (1875), som Tjajkovskij ellers havde skrevet specifikt til ham. Rubinsteins vrede kritik rystede komponisten dybt. Tjajkovskijs omdømme voksede dog i takt med, at flere verdensberømte kunstnere begyndte at fremføre hans musik. Hans von Bülow spillede ved uropførelsen af 1. klaverkoncert i oktober 1875 og arbejdede sidenhen dedikeret på at udbrede kendskabet til Tjajkovskijs virke. Derudover blev hans musik opført af prominente navne som Adele aus der Ohe, Max Erdmannsdörfer, Eduard Nápravník og Sergej Tanejev. Denne stigende popularitet faldt sammen med et skifte i det russiske publikums tilgang til musik. Hvor man tidligere ofte havde været tilfreds med prangende, virtuose koncertoplevelser, der lagde vægt på teknisk udfordrende, men musikalsk lette værker, begyndte man i stigende grad at værdsætte kompositionens kunstneriske værdi i sig selv.
Fra slutningen af 1860'erne begyndte Tjajkovskij også at komponere operaer. Hans første opera, Vojevodaen, baseret på et teaterstykke af Aleksandr Ostrovskij, fik premiere i 1869. Tjajkovskij var dog utilfreds med resultatet og brændte senere manuskriptet. I 1870 fulgte operaen Undine, men den blev aldrig opført i sin helhed og blev ligeledes destrueret. Samtidig arbejdede han på operaen Alrune til en libretto af Sergej Ratjinskij, men dette værk blev aldrig færdiggjort.
Tjajkovskijs første overlevende opera blev derfor Opritjnikken, der havde premiere i 1874. Under arbejdet på operaen mistede han den libretto, som Ostrovskij havde skrevet til værket, og fuld af græmmelse valgte han selv at skrive en ny. I denne proces lod han sig særligt inspirere af den franske dramatiker Eugène Scribes dramaturgiske teknikker. Opritjnikken blev mødt med negativ kritik fra De Fem. César Cui skrev en yderst kritisk anmeldelse, mens Modest Musorgskij i et brev til Vladimir Stasov anklagede operaen for at lefle for publikum. Ikke desto mindre opsættes Opritjnikken stadig lejlighedsvis i Rusland i dag.
Tjajkovskijs sidste tidlige opera blev Smeden Vakula, som han komponerede i anden halvdel af 1874. Librettoen, baseret på Nikolaj Gogols novelle Julenat (1832), var oprindeligt tiltænkt komponisten Aleksandr Serov. Efter Serovs pludselige død blev der udskrevet en konkurrence, hvor vinderen blev garanteret en opsætning på Det Kejserlige Mariinskijteater i Sankt Petersborg. Tjajkovskij vandt opgaven, men ved premieren i 1876 blev operaen modtaget med lunkne anmeldelser. Efter Tjajkovskijs død skrev Nikolaj Rimskij-Korsakov en ny opera, Julenat (1895), baseret på samme fortælling. Tjajkovskij komponerede desuden sin 3. symfoni (1875), Svanesøen (1877) og Rokokovariationerne (1877) i denne periode.

### Rejseaktiviteter
I juli 1877, i en alder af 37 år, giftede Tjajkovskij sig med sin tidligere elev Antonina Miljukova. Allerede fra begyndelsen af ægteskabet indså han, at han havde begået en alvorlig fejltagelse, og blot seks uger senere forlod han hende. Parret forblev dog lovformeligt gift indtil Tjajkovskijs død i 1893, selvom han gentagende gange forsøgte at få tilladelse til skilsmisse. Efter separationen rejste Tjajkovskij straks til udlandet og vendte først tilbage til Moskva et år senere. Han komponerede undervejs Eugen Onegin (1878), Violinkoncerten (1878) samt sin 4. symfoni (1878). Med løfte om betydelig økonomiske støtte fra sin nye mæcen, Nadezjda von Meck, opsagde han i november 1878 sin stilling ved Moskva Konservatorium. I de følgende seks år rejste han rundt i Europa og Rusland og opholdt sig sjældent hjemme. Tjajkovskij rejste alene og undgik i vid udstrækning socialt samvær med andre mennesker.
I disse travle rejseår voksede Tjajkovskijs internationale omdømme, og opfattelsen af hans musik ændrede sig også i Rusland. Udviklingen skyldtes især Fjodor Dostojevskijs indflydelsesrige tale ved indvielsen af Pusjkin-monumentet den 8. juni 1880 i Moskva. I sin tale fremsatte Dostojevskij således et krav om enhed med Vesten, hvilket blandt andet ændrede synet på Tjajkovskijs virke. Før talen blev hans musik ofte kritiseret som "for vestlig," men Dostojevskijs budskab om Ruslands forening med Europa bidrog til, at denne opfattelse gradvist forsvandt. Den hidtil usete hyldest af Tjajkovskijs musik førte endda til en personlighedsdyrkelse blandt visse unge i Sankt Petersborg, herunder Aleksandr Benois, Léon Bakst og Sergej Djagilev.
Særligt ét værk fra denne periode i Tjajkovskijs oeuvre skiller sig ud. Med den forestående indvielse af Kristi Frelser-katedralen i Moskva i 1880, 25-års jubilæet for Aleksandr 2.s tronbestigelse i 1881 og den store Moskovitiske Kunst- og Industriudstilling i 1882 opfordrede Nikolai Rubinstein Tjajkovskij til at komponere et stort russisk hyldestværk. Han færdiggjorde værket på blot seks uger, men udtrykte en vis utilfredshed med resultatet. Til Nadezjda von Meck skrev han: "[Denne 1812-ouverture bliver] meget højlydt og larmende, men jeg skrev den uden kærlighed. Den er muligvis derfor uden kunstnerisk værdi." Til dirigenten Eduard Nápravník bemærkede han: "Jeg vil hverken blive overrasket eller fornærmet, hvis du finder den uegnet til symfonisk fremførelse." Trods Tjajkovskijs egne forbehold blev 1812-ouverturen et af hans mest kendte værker, især berømt for sin usædvanlige brug af kanoner.
Den 23. marts 1881 døde Nikolaj Rubinstein i Paris. Senere samme år begyndte Tjajkovskij at komponere en klavertrio i a-mol med undertitlen "Til minde om en stor kunstner." Værket blev første gang fremført ved en privat mindeceremoni på Moskva Konservatorium i anledning af Rubinsteins dødsdag i 1882 og opnåede hurtigt stor popularitet i Tjajkovskijs egen levetid. I november 1893 blev trioen også spillet ved Tjajkovskijs egne mindehøjtideligheder i Moskva og Sankt Petersborg.

### Tilbagevenden til Rusland
I 1884 begyndte Tjajkovskij langsomt at socialisere igen efter flere års introvert rastløshed. I marts samme år tildelte zar Aleksandr 3. ham Vladimirordenen ved en privat audiens, hvilket ophøjede ham til adelig. Denne offentlige anerkendelse markerede Tjajkovskijs fulde indtræden i den russiske overklasse. Året efter bad Aleksandr 3. ham om at genopsætte Eugen Onegin på det nu nedlagte Bolsjoj Kamennyj-teater i Sankt Petersborg og signalerede dermed, at Tjajkovskijs musik officielt erstattede italiensk opera som primær hofkunst. Operaen havde således tidligere kun været opsat af studerende på Moska Konservatorium. På opfordring fra Ivan Vsevolozjskij, direktør for de kejserlige teatre, blev Tjajkovskij ydermere tildelt en livslang hædersydelse på 3.000 rubler om året. Han blev dermed reelt hofkomponist i alt andet end titel.
På trods af sin indre modstand mod et liv i offentligheden begyndte Tjajkovskij gradvist at påtage sig rollen som berømt og anerkendt musiker. Han følte sig således forpligtet til at fremme russisk musik både nationalt og internationalt. Han støttede blandt andet sin tidligere elev og senere rektor ved Moskva Konservatorium, Sergej Tanejev, som eksaminator og som mægler i de til tider højspændte diskussioner blandt lærerstanden. Som formand for Den Russiske Musikforenings lokale afdeling i Moskva fra 1889 til 1890 inviterede Tjajkovskij desuden en række internationale berømtheder til at dirigere koncerter i den russiske storby, herunder Johannes Brahms, Antonín Dvořák og Jules Massenet.
Tjajkovskij fremmede også russisk musik som dirigent. I januar 1887 måtte han med kort varsel vikariere ved opsætningen af sin egen opera Tøflerne på Bolsjojteatret i Moskva. Han blev hurtigt herefter en eftertragtet dirigent i hele Europa, hvilket hjalp ham med at overvinde sin livslange sceneskræk og styrkede hans selvværd. I november 1888 dirigerede Tjajkovskij selv uropførelsen af sin 5. symfoni i Sankt Petersborg og en uge senere tonedigtet Hamlet. Selvom anmelderne var kritiske – César Cui beskrev symfonien som "forudsigelig" og "forloren" – blev begge værker modtaget med stor begejstring af publikum. Tjajkovskij fortsatte derfor ufortrødent med at dirigere symfonien ved koncerter i Rusland og Europa, og i 1891 rejste han til USA for at dirigere New York Music Society ved indvielsen af den nyopførte Carnegie Hall.
I denne periode begyndte Tjajkovskij også at omgås den kreds af nationalistiske musikere, der var samlet omkring den indflydelsesrige mæcen Mitrofan Beljajev. Kredsen omfattede prominente komponister som Nikolaj Rimskij-Korsakov, Aleksandr Glasunov og Anatolij Ljadov. Tjajkovskij tilbragte meget tid i deres selskab og følte sig langt bedre tilpas blandt dem, end han nogensinde havde gjort blandt De Fem.
I 1892 blev Tjajkovskij som blot den anden russer nogensinde optaget i det prestigefyldte franske Académie des beaux-arts. Året efter tildelte Camrbridge Universitet ham en æresdoktorgrad i musik.

### Død
Den 28. oktober 1893 dirigerede Tjajkovskij uropførelsen af sin 6. symfoni, Symphonie Pathétique, i Sankt Petersborg. Ni dage senere døde han i en alder af 53 år. Han blev begravet på Tikhvin-kirkegården ved Aleksandr Nevskij-klosteret i Sankt Petersborg, hvor også Aleksandr Borodin, Mikhail Glinka, Modest Musorgskij, Nikolaj Rimskij-Korsakov og Milij Balakirev i dag hviler.
Tjajkovskijs død er traditionelt blevet tilskrevet indtagelsen af kolerainficeret vand. Siden 1980'erne er der dog opstået akademiske spekulationer om, hvorvidt han i virkeligheden begik selvmord – enten ved at indtage gift eller bevidst at udsætte sig selv for kolera. Der er imidlertid stadig ingen konsensus om årsagen til hans død.

## Personlige liv
Blandt det 19. århundredes komponister er der ingen, hvis personlige liv har vakt så stor interesse som Tjajkovskijs. Særligt hans seksualitet har været genstand for debat. Tjajkovskijs følelsesliv er både blevet grundigt analyseret i Vesteuropa og aktivt forsøgt skjult i Sovjetrusland.
Der er i dag bred enighed om, at Tjajkovskij var homoseksuel. Hans første elsker var efter sigende Sergej Kirejev, som også studerede ved Den Kejserlige Retsskole. Ifølge hans lillebror, Modest Tjajkovskij, var dette forhold Tjajkovskijs største og længstvarende kærlighed. Tjajkovskij havde muligvis også et forhold til sin nevø, Vladimir "Bob" Davydov, som han dedikerede sin 6. symfoni til og ofte omtalte i romantiske vendinger i breve, især efter Davydovs selvmord. Der er dog stor uenighed blandt musikforskere om, hvorvidt Tjajkovskij selv accepterede sin seksualitet. Mens nogle hævder, at han aldrig følte nævneværdig skam, mener andre, at hans følelser var præget af stor sorg og selvbebrejdelse.
Tjajkovskij drøftede ofte sin seksualitet med sin bror Modest. Han omtalte også emnet i breve, der senere blev censureret under sovjettiden. I et brev beskriver han eksempelvis en homoseksuel bekendt således: "Petajenka plejede at komme forbi [mit hjem] med det kriminelle formål at lure på de kadetter, der holdt til lige over for mit vindue. Jeg har – med nogen succes – forsøgt at afskrække ham fra disse kompromitterende besøg." I et andet brev omtaler han en "ung [mandlig] skønhed": "Efter vores gåtur tilbød jeg ham penge, men han nægtede at tage imod dem. Han sagde, at han [nød mit selskab] af kærlighed til kunsten – og fordi han elsker mænd med skæg." Dette aspekt af Tjajkovskijs liv er stadig genstand for kontrovers i Rusland, og i 2013 benægtede den daværende kulturminister, Vladimir Medinskij, at Tjajkovskij var homoseksuel.
Tjajkovskij levede størstedelen af sit liv som ungkarl. I 1868 mødte han den belgiske sopran Désirée Artôt, som han kortvarigt var forlovet med, og som han senere beskrev som den eneste kvinde, han nogensinde havde elsket. I 1877 giftede han sig med sin tidligere elev Antonina Miljukova, men ægteskabet viste sig hurtigt at være en katastrofe. Parret var uforeneligt både seksuelt og følelsesmæssigt, og blot seks uger efter brylluppet forlod en dybt nedtrykt Tjajkovskij sin hustru. Tjajkovskij bebrejdede aldrig Antonina for deres separering og de forblev formelt gift indtil hans død.
Kort før sit ægteskab knyttede Tjajkovskij et nært forhold til enken Nadezjda von Meck, der blev en vigtig del af hans liv. Udover at være en fortrolig ven, blev hun også hans mæcen gennem 13 år, hvilket gav ham økonomisk frihed til at fokusere fuldt ud på at komponere. Selvom Tjajkovskij omtalte von Meck som sin "bedste ven," aftalte de aldrig at mødes ansigt til ansigt.